# Lars Rosing
Lars Rosing (født 25. januar 1972 i Maniitsoq) er en dansk-grønlandsk skuespiller.

## Liv og karriere
Bror til filminstruktør Otto Rosing. Kom til verden i Maniitsoq, men opvokset i Ilulissat, og senere bosat i Nuuk. Lars Rosing spiller hovedpersonen Malik i Grønlands første internationale spillefilm Nuummioq.
Han fik FIPRESCI Award for Best Actor på Palm Springs International Film Festival 2011 med ordene “for his affecting portrayal of a young man facing death against the stark landscape of Greenland”.[kilde mangler]